# Vendémian
Vendémian település Franciaországban, Hérault megyében. Lakosainak száma 1157 fő (2022. január 1.). Vendémian Aumelas, Plaissan, Le Pouget és Saint-Bauzille-de-la-Sylve községekkel határos.

## Népesség
A település népessége az elmúlt években az alábbi módon változott:
| Lakosok száma | 533  | 536  | 589  | 947  | 1065 | 1043 | 1056 | 1122 | 1154 | 1157 |
|               | 1968 | 1982 | 1990 | 2006 | 2013 | 2015 | 2017 | 2019 | 2020 | 2022 |